# 孔琳琳
孔琳琳（英語：Kong Lin Lin，1970年—），中國中央電視台的女記者之一。出生於遼寧省鞍山市岫岩縣，曾就讀北京師範大學。

## 掌摑事件
2018年9月30日，央视欧洲中心站駐倫敦记者孔琳琳参加由英國保守黨人权委员会以及非政府组织“香港监察”（Hong Kong Watch）安排的關於香港事務的講座，出席者包括保守党人员，以及香港民主党创党主席李柱铭、香港大学法律系副教授戴耀廷和香港众志常委罗冠聪等。會上孔琳琳斥責與會者“反華”及“漢奸”，並掌摑一名學生義工Enoch Lieu，最後被警方帶離現場及拘捕。据《外交政策》雜誌資深編輯詹姆斯·巴默指出，孔琳琳这一举动的原因与中國官媒的環境背景有關。他还指出该行為“恐非愛國心一時高漲，而是一場刻意安排的表演，目的是要為自己更好的前途鋪路”。
事后中国驻英国大使馆表示要求会议组织者向记者道歉。北京时间10月1日晚间，央视发言人表示记者孔琳琳已经获释，中央广播电视总台向孔琳琳致以慰问。声明同时指出，孔琳琳是无指控释放，其行为是正常履职，会议组织方举止失当。但伯明翰警方表示，事件仍在調查當中。
10月24日，孔琳琳被伯明翰警方起訴，並于11月7日在伯明翰裁判法院提堂。其後，中國中央電視台發言人稱，经中国驻英国大使馆交涉，英国警方确认Enoch Lieu推搡记者在先，记者反击在后，决定不予起诉，孔琳琳被无指控释放。他亦表示“希望英国有关方面不要为某些政治势力所干扰，以事实为依据，明断此案，维护中国记者的合法权益”，並表示支持孔琳琳保留反诉Enoch Lieu的权利。外交部发言人华春莹就此事表示支持中国记者通过法律途径维护自身正当合法权益。
11月7日，有關案件在伯明翰裁判法院提堂，孔琳琳缺席該次聆訊。
2019年4月18日，孔琳琳因为没有出庭应讯被伯明翰裁判法庭发出逮捕令。11月29日，孔琳琳被伯明翰地方法院認定襲擊罪成立，法官指控琳琳當時失去專業記者的冷靜，變成激動的鬧事者，判处有条件释放12个月，并被责令支付受害人附加费等费用及100英镑赔偿金，共计2115英镑。孔琳琳的律師表示會上訴。中国驻英国大使馆发表声明称，对判决感到“震惊和愤怒”，亦对英国司法公信力产生怀疑。声明还表示，中国大使馆要求英国司法部门依法公正办案，切实保护中国记者的正当合法权益。